# Станг, Кристиан Швейгаард
Кристиан Швейгорд Станг (норв. Christian Schweigaard Stang; 15 марта 1900, Кристиания, Шведско-норвежская уния — 2 июля 1977, Киркенес) — норвежский лингвист и профессор по славянским языкам.
Известен своими исследованиями по балтийским языкам. Открыл закон Станга, получивший название в его честь.
Получил степень магистра по сравнительной индоевропеистике в 1927 году, в 1929 году защитил докторскую диссертацию. Стипендиат-исследователь по индоевропеистике в 1928—1933 годах. С 1938 по 1970 год был профессором по славянским языкам в университете Осло. Занимал должность декана Гуманитарного факультета с 1958 по 1960 год.
Член Норвежской академии наук с 1932 года, а также Датской королевской академии наук и Шведского королевского научного общества в Уппсале. Председатель и вице-председатель Шведского королевского научного общества в промежутке между 1964 и 1971 годами. Получил орден Святого Олафа первого класса в 1970 году. Умер в июле 1977 года в Киркенесе.